# Hans Pflaum
Hans Pflaum (ur. 20 maja 1910 w Bambergu, zm. 12 lipca 1950 w Sandweier koło Baden-Baden) – zbrodniarz hitlerowski, członek załogi obozu koncentracyjnego Ravensbrück (KL), SS-Oberscharführer.

## Życiorys
Członek NSDAP i SS. Podczas II wojny światowej należał do personelu hitlerowskiego obozu Ravensbrück, pełniąc funkcję kierownika tzw. obozowego Biura Pracy. Pflaum zajmował się organizacją pracy przymusowej w Ravensbrück jako Arbeitseinsatzführer, wykazując się przy tym szczególnym okrucieństwem oraz całkowitym brakiem litości wobec wygłodzonych i często chorych więźniarek.
Po wojnie początkowo aresztowany przez aliantów, miał być jednym z głównych oskarżonych w pierwszym procesie załogi Ravensbrück, lecz udało mu się zbiec 16 listopada 1946 (wraz z ostatnim komendantem obozu Fritzem Suhrenem), na trzy tygodnie przed rozpoczęciem procesu. Obaj zbrodniarze ukryli się w Bawarii, lecz ostatecznie schwytali ich Brytyjczycy i przekazali władzom francuskim celem osądzenia. Suhren i Pflaum zostali przez Trybunał w Rastatt 10 marca 1950 skazani na śmierć. Wyrok wykonano przez rozstrzelanie 12 lipca 1950.